# Aghasi Khan
Aghasi Khan (1731–88) (àzeri: Ağası xan Sərkər or Ağası xan Xançobanı) fou kan de Xirvan juntament amb el seu germà Muhammad Said Khan. Era membre de la tribu nòmada de Khanchobani (àzeri: Pastors del kan).

## Primers anys i regnat
Va néixer com a fill del noble Askar beg o Allahverdi beg i de la seva muller Ummugulsum Khanum. Els seus pares eren del clan Sarkar dels Khanchobani. El 1763/65 amb el suport dels nobles nòmades, i juntament amb el seu germà Muhammad Said Khan va posar fi al regnat d'Hajji Muhammad Ali Khan. Van entrar a Nova Shemakha on residia Hajji Muhammad, però van portar la capital a la Vella Shamakha on tenien el seu major suport. Aviat, el 1767 Fatali Khan de Quba aliat amb el Kanat de Shaki, els va atacar. Per iniciar negociacions, Muhammad Said Khan va anar a la cort de Fatali Khan i Aghasi Khan es va dirigir a Shaki. Aghasi Khan va ser cegat per Huseyn kan de Shaki mentre el seu germà era empresonat. El kanate es va repartir entre Shaki i Quba (aquest darrer kanat va aconseguir la major part). El kanat va ser administrat per Manaf Zarnavai fins que fou nomenat kan Abd Allah Beg, germà de Fatali Khan. Aquest dominava també el kanat de Bakú que el 1770 va cedir igualment al seu germà Abd Allah Beg (ara Abd Allah Khan)

## Lluita pel tron
Entre 1768 i 1774, la casa de Sarkar va negociar amb el kan de Karabakh i el kan de Talysh (Lenkoran) per tal d'aconseguir recuperar la independència. Fatali Khan va ser derrotat el 1774 per forces combinades de Shaki, el kanat Àvar, i fins i tot lusmi de Kaytak, i es va haver de retirar a Salyan. Durant aquests esdeveniments Aghasi Khan i el seu germà Muhammad Said Khan, es van declarar independents un altre cop, però van tornar a ser derrotats altre cop per Fatali Khan el 1776. Els dos germans van prosseguir la lluita fins a la seva derrota final el 1785. Aghasi Khan va ser empresonat i portat a Baku sent executat allí el 1788. La seva tomba no s'ha trobat.

## Familia
Aghasi Khan es va casar quatre vegades i va tenir 12 fills:
- Bibikhanum khanum – (+ 1756):

1. Mustafa Khan – Darrer kan de Xirvan
2. Ismail beg Sarkar (1760–1848)
3. Kafiye khanum – (n. 1766) casada amb Qasim Khan Sarkar (kan de Xirvan).
4. Balash khanum – (n. 1769)
5. Khadija khanum – (n. 1776)

- Khadija khanum (casada 1760 – + 1774):

1. Khayrunnisa khanum – (n. 1761)

- Khadijakhanum khanum – (casada 1771 – +. 1783):

1. Hashim bey (1773–1845)
2. Jafar bey (1776–1827)
3. Abdulla bey (1778–1842)
4. Mehdi bey (1780–1827)
5. Hajar khanum – (n. 1783)

- Abida khanum – (casada 1776 – +1805):

1. Seadet khanum – (n. 1778)